# 天文・宇宙の辞典
『天文・宇宙の辞典』（てんもん・うちゅうのじてん）は、1978年に恒星社から出版された、宇宙に関する辞典である。
当時最も信頼性が高いとされた。1983年に改訂版が出された。巻末には月面図が付されている。

## 執筆者
執筆者は、当時の東京大学、東京天文台、宇宙科学研究所、京都大学などで活動していた研究者である。
編集委員は、次の通り。
- 赤羽賢司（東京天文台）
- 大沢清輝（東京大学）
- 進士晃（海上保安庁水路部）
- 新羅一郎（明治大学）
- 高瀬文志郎（東京天文台）
- 坪川家垣（緯度観測所）
- 古畑正秋（東京大学）
- 宮本正太郎（京都大学）
- 守山史生（東京天文台）

## 表記法
項目には、天体名などの表記法として、オーソドックスなルールに従った方法が採用されている。該当する主な項目名として下記がある。
- ケレス（小惑星）
- ティタン（土星の衛星)
- ティホ・ブラーエ (デンマークの天文学者)
- デイモス（火星の衛星）
- バービッグ・ハロ天体
- ハリー（イギリスの天文学者）
  - ハリー彗星
- ピアッツィ（イタリアの天文学者）
- ヒペリオン（土星の衛星）
- ヒヤデス（星団）
- プレセペ（星団）
- プレヤデス（星団）
- プロキオン
- ベテルギウス
- ヤペトゥス（土星の衛星）